# Каєм Юрій Михайлович
Юрій Михайлович Каєм (9 червня 1910, Новомосковськ — 9 серпня 1982, Москва) — український, радянський шахіст, тренер та шаховий організатор.

## Біографія
Юрій Каєм був молодшою дитиною у сім'ї. У трирічному віці він залишився без батька. Через деякий час родина переїхала до Катеринослава. З шахами познайомився у 16 років. Закінчив економічний факультет Дніпропетровського металургійного інституту.
Перші турнірні успіхи Юрія Каєма припадають на початок 1930 рр. У 1935 році Каєм вперше (загалом шість) стає чемпіоном Дніпропетровської області (спільно з Е.Вайнблатом). У 1936 році вперше бере участь у чемпіонаті України (15 місце з 18 учасників). У 1937 році став другим в чемпіонаті Дніпропетровська, а у чемпіонаті України, набравши 8½ з 17 очок, посів 12 місце. У 1939 році Юрій Каєм показав свій найкращий результат в чемпіонатах України розділивши із Самуїлом Котлерманом 4-5 місця на домашньому чемпіонаті УРСР.
Окрім активних виступів, починаючи ще з довоєнного часу, він керував шаховим гуртком Дніпропетровського Палацу піонерів та школярів. З 1941 по 1948 рік служив в армії. Повернувшись до Дніпропетровська Юрій Каєм одразу включився у шахове життя міста. У період з 1949 по 1953 роки він п'ять разів поспіль став чемпіоном Дніпропетровської області.
У 1949 році Юрій Каєм переміг в одному із півфіналів чемпіонату України, і востаннє взяв участь у фінальному турнірі чемпіонату України, що проходив в Одесі. Каєм з результатом 10½ очок з 19 можливих посів 10 місце, маючи в активі перемоги над Й.Погребиським та Ю.Сахаровим.
Багато років поспіль вів шахові відділи в обласних газетах «Зоря» та «Дніпровська правда». Складав шахові етюди. Перший його етюдів був опублікований ще 1930 року у журналі «Шаховий листок». Серед учнів були Віталій Зальцман та Віктор Гуревич. Після смерті дружини 1961 року виїхав із Дніпропетровська. Останні роки проживав у Москві, де і був похований у 1982 році (за іншою версією у 1992 році).

## Турнірні результати

### Чемпіонати України
Юрій Каєм зіграв у чотирьох фінальних турнірах чемпіонатів України, набравши при цьому 34½ очка з 68 можливих (+15-14=39).
| Рік  | Місто           | Турнір                 | + | − | =  | Результат | Місце   |
| ---- | --------------- | ---------------------- | - | - | -- | --------- | ------- |
| 1936 | Київ            | 8-й чемпіонат України  | 1 | 5 | 11 | 6½ з 17   | 15      |
| 1937 | Київ            | 9-й чемпіонат України  | 2 | 2 | 13 | 8½ з 17   | 11 — 12 |
| 1939 | Дніпропетровськ | 11-й чемпіонат України | 6 | 3 | 6  | 9 з 15    | 4 — 5   |
| 1949 | Одеса           | 18-й чемпіонат України | 6 | 4 | 9  | 10½ з 19  | 10      |

### Інші турніри
| Рік  | Місто           | Турнір                                                             | + | − | = | Результат   | Місце  |
| ---- | --------------- | ------------------------------------------------------------------ | - | - | - | ----------- | ------ |
| 1934 | Дніпропетровськ | Чемпіонат Дніпропетровської області                                |   |   |   |             | 4 — 5  |
| 1935 | Дніпропетровськ | Турнір першорозрядників                                            | 9 | 0 | 3 | 10½ з 13    | 1 — 2  |
|      | Дніпропетровськ | Чемпіонат Дніпропетровської області (у тому числі матч за 1 місце) | 2 | 2 | 6 | 4 з 5 5 : 5 | — 2    |
| 1948 | Харків          | Всесоюзний турнір кандидатів у майстри спорту                      | 5 | 4 | 6 | 8 з 15      | 7 — 10 |
| 1949 | Дніпропетровськ | Чемпіонат Дніпропетровської області                                |   |   |   |             | Gold   |
| 1950 | Дніпропетровськ | Чемпіонат Дніпропетровської області                                |   |   |   |             | Gold   |
|      | Ростов-на-Дону  | Чвертьфінал 18-го чемпіонату СРСР                                  |   |   |   |             | 1      |
|      | Тула            | Півфінал 18-го чемпіонату СРСР                                     |   |   |   | 5 з 15      | 16     |
| 1951 | Дніпропетровськ | Чемпіонат Дніпропетровської області                                |   |   |   |             | Gold   |
| 1952 | Дніпропетровськ | Чемпіонат Дніпропетровської області                                |   |   |   |             | Gold   |
| 1953 | Дніпропетровськ | Чемпіонат Дніпропетровської області                                |   |   |   |             | Gold   |